# Монголска култура
Монголската култура би могла да се определи като еднородна. 96% от населението на Монголия изповядват будистката форма ваджраяна, а 90% говорят официалния език.
В цялата страна има само 6 обявени случая на СПИН. На една жена се падат по 2 – 3 деца. Това осигурява високия прираст, но стандартът на живот е нисък.
Националният празник е Денят на революцията, известен също като Наадам, с който се отбелязва годишнината от монголската независимост от 11 юли 1921.
Храната на хората зависи от региона, в който живеят. На юг се консумира овнешко и камилско месо, също така камилски млечни продукти. В планините се консумира говеждо месо. В столицата има по-широк избор на храни. Повечето от тях се внасят. Зеленчуците са нови в монголския начин на хранене.
Маста от як (тибетски вол) е важна за монголците не само като храна. Използва се и като гориво за лампите. В миналото училищата са били принудени да избират какво да купят – храна за учениците и персонала или мас за лампите.мяу